# Butorides striata
L'airone striato (Butorides striata Linnaeus, 1758) è un uccello della famiglia degli Ardeidi.

## Descrizione

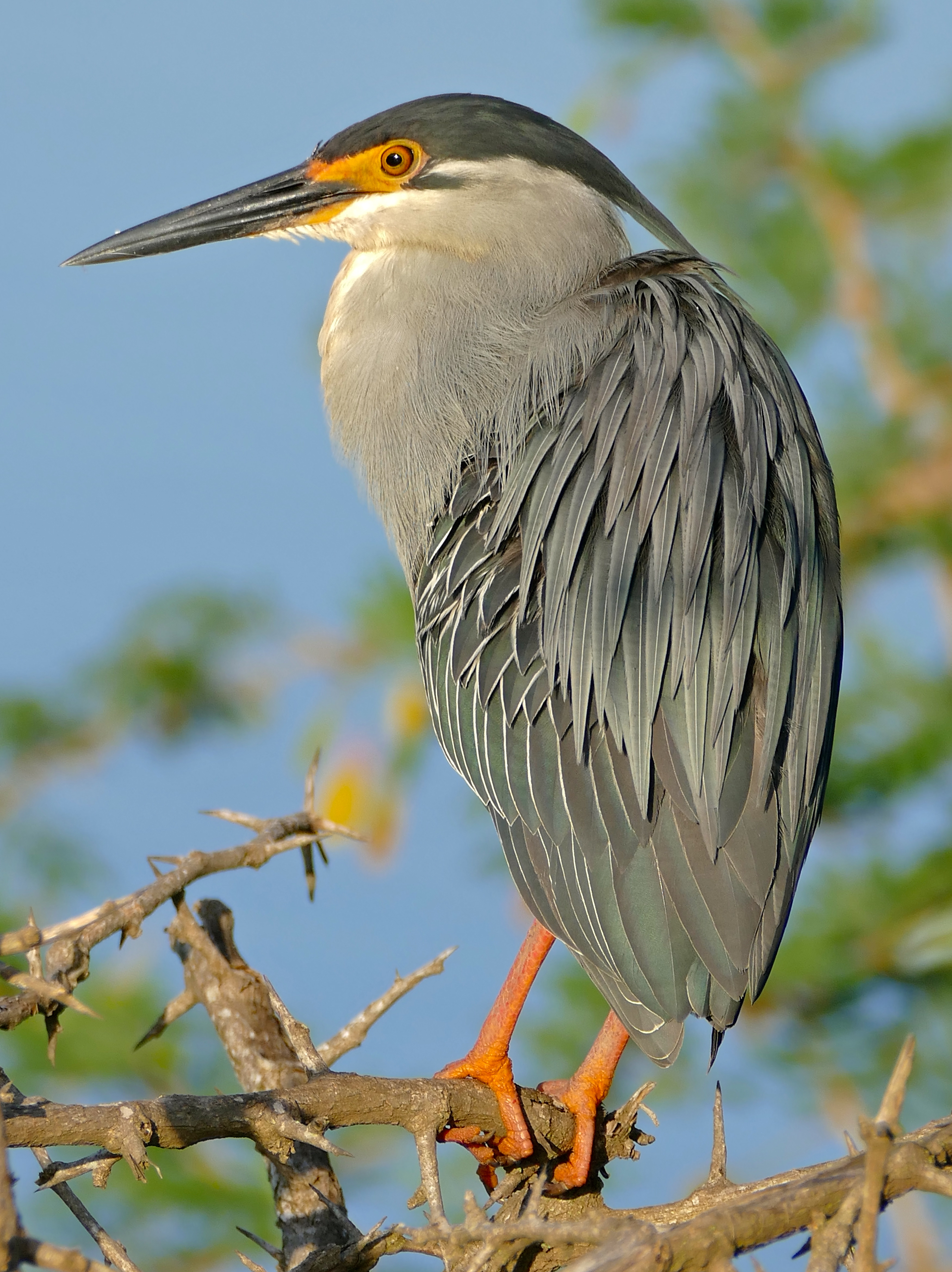

Gli adulti hanno il dorso e le ali grigio-azzurre, le regioni inferiori bianche, la sommità del capo nera e corte zampe gialle. I giovani sono marroncini sopra e striati sotto.

## Biologia
Questo uccello rimane immobile nei pressi dell'acqua per tendere agguati alle prede ed è più facile vederlo rispetto alla maggior parte delle specie di aironi di piccole dimensioni. Si nutre soprattutto di piccoli pesci, rane e insetti acquatici. Talvolta getta sulla superficie dell'acqua un'esca, costituita da una piuma o da una foglia, per arpionare i pesci che accorrono a curiosare.
Nidifica in una piattaforma costituita da ramoscelli lunghi 20–40 cm e spessi 0,5–5 mm. L'intero nido misura 40–50 cm ed è alto 8–10 cm; all'interno lo spazio è largo 20 cm e profondo 4-5. Solitamente viene costruito a poca distanza dal suolo su alberi o arbusti, ma talvolta viene edificato anche in zone riparate del suolo, quasi sempre in prossimità dell'acqua. Ogni covata è composta da 2-5 uova di colore azzurro chiaro di 36 x 28 mm.
Una volta un esemplare adulto venne visto comportarsi in modo peculiare e misterioso: mentre si trovava nel nido, prese un ramoscello col becco e iniziò a muovere rapidamente la testa avanti e indietro, come l'ago di una macchina per cucire. Il significato di questo comportamento è completamente sconosciuto: mentre tali movimenti sono stati osservati in altri uccelli nidificanti allo scopo di compattare il nido, spostare le uova o mandare via i parassiti, non sembra che questo airone striato abbia svolto queste occupazioni.
Quando si sentono minacciati gli esemplari giovani distendono il collo e puntano il becco verso l'alto. In che misura questo comportamento serva a scoraggiare i predatori non è noto.

## Distribuzione e habitat
L'airone striato è una specie in gran parte stanziale. Il suo areale si estende dal Nuovo al Vecchio Mondo, e più precisamente da Panama all'Argentina, dall'Africa, attraverso l'Asia meridionale, fino all'Australia e alla Polinesia al sud, alla Corea e al Giappone a nord. Alcuni esemplari vaganti sono stati avvistati su isole oceaniche, come Chuuk e Yap (Stati Federati di Micronesia), nelle Isole Marianne e a Palau; l'esemplare avvistato a Yap il 25 febbraio 1991 non proveniva dalla popolazione melanesiana, ma dal continente asiatico, mentre il luogo d'origine dell'uccello avvistato a Palau il 3 maggio 2005 non è nota.
Nelle zone costiere questo uccello abita i boschi di mangrovie, e nelle regioni interne nidifica in prossimità di alberi e cespugli, lungo i corsi d'acqua.

## Tassonomia
Sono note le seguenti sottospecie:

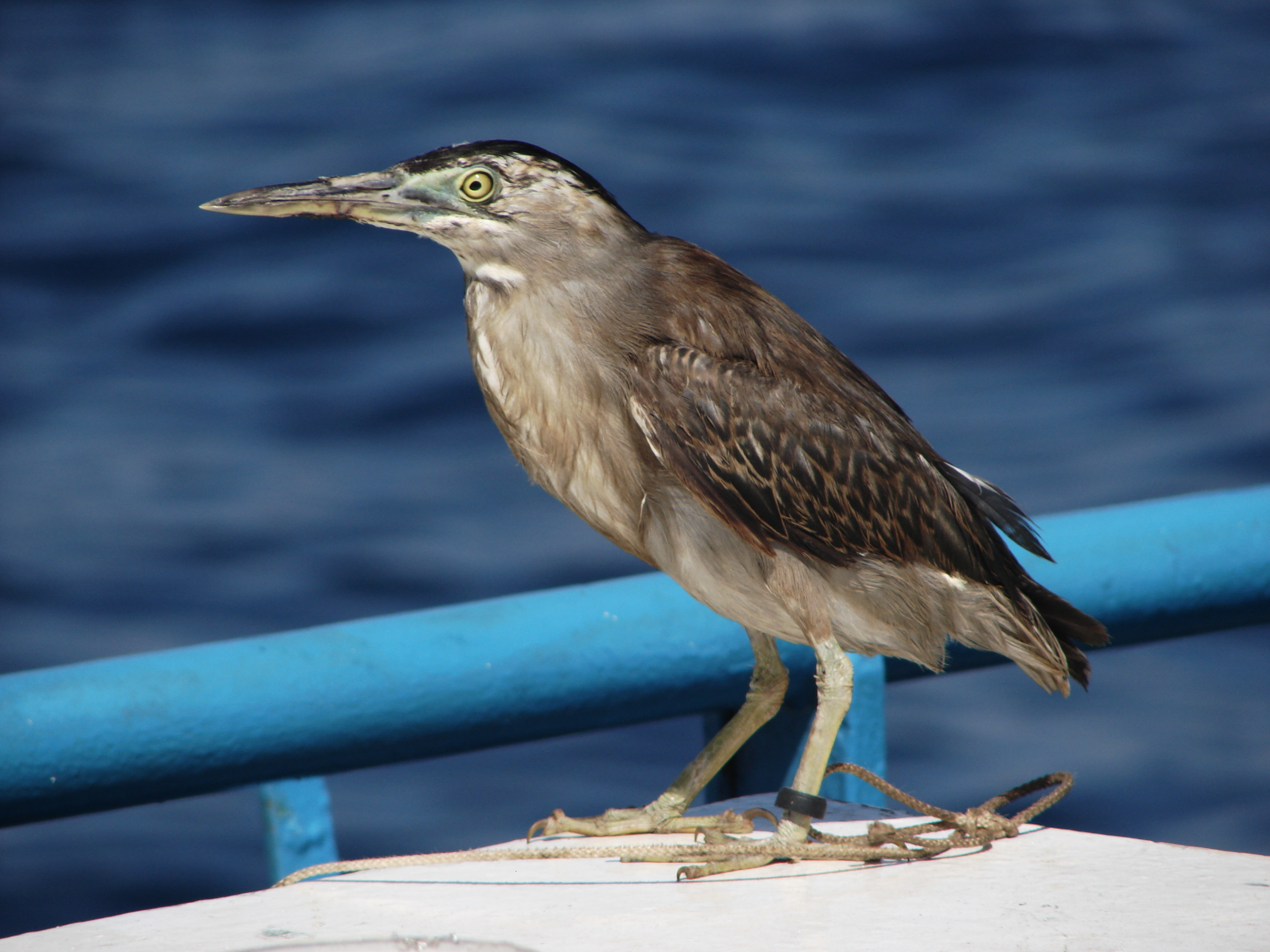
Butorides striata albolimbata alle Maldive

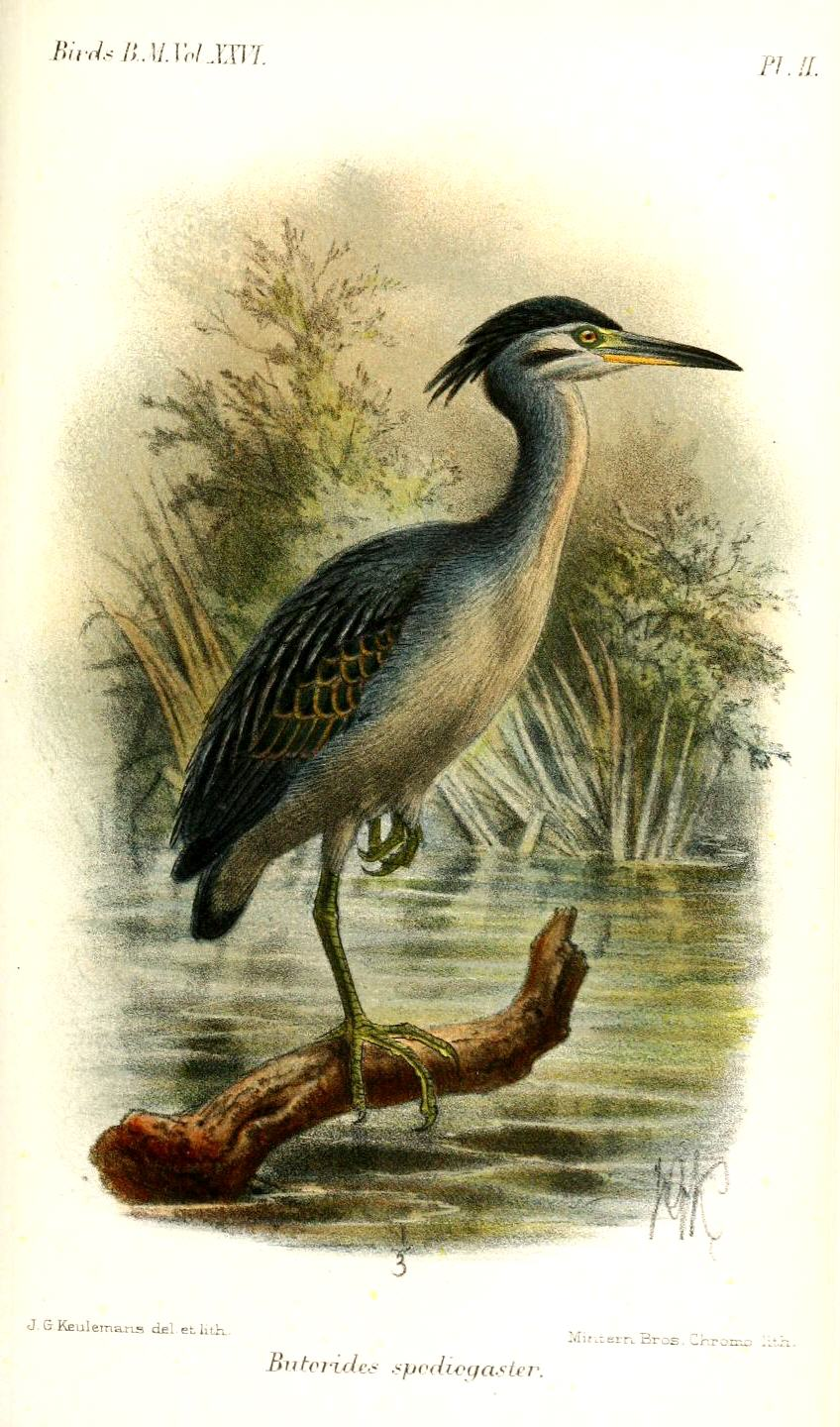
Butorides striata spodiogaster in un'illustrazione di J.G. Keulemans, 1898

- Butorides striata striata (Linnaeus, 1758)

- Butorides striata atricapilla (Afzelius, 1804)

- Butorides striata brevipes (Hemprich & Ehrenberg, 1833)

- Butorides striata rutenbergi (Hartlaub, 1880)

- Butorides striata rhizophorae Salomonsen, 1934

- Butorides striata crawfordi Nicoll, 1906

- Butorides striata degens Hartert, 1920

- Butorides striata albolimbata Reichenow, 1900

- Butorides striata spodiogaster Sharpe, 1894

- Butorides striata amurensis (Schrenck, 1860)

- Butorides striata actophila Oberholser, 1912

- Butorides striata javanica (Horsfield, 1821)
- Butorides striata steini Mayr, 1943

- Butorides striata moluccarum Hartert, 1920

- Butorides striata papuensis Mayr, 1940

- Butorides striata idenburgi Rand, 1941

- Butorides striata flyensis Salomonsen, 1966

- Butorides striata macrorhyncha(Gould, 1848)

- Butorides striata stagnatilis (Gould, 1848)

- Butorides striata patruelis (Peale, 1848)

- Butorides striata solomonensis Mayr, 1940

## Conservazione
Largamente diffuso e molto comune, nella Lista rossa IUCN l'airone striato è classificato tra le specie a rischio minimo (Least Concern).